# ガゼット (新聞)
ガゼット (gazette) は、英語で官報（Government gazette）や、ニュースペーパー・オブ・レコードと称されるような有力紙、あるいは単に新聞を意味する表現。
英語圏やフランス語圏では、17世紀以来「ガゼット」を名称に含む新聞が発行されており、今日では多数の週刊ないし日刊の新聞が『ザ・ガゼット (The Gazette)』を名称に含んでいる。

## 語源
英語の「gazette」は、フランス語からの借用語であり、その元となったフランス語の単語は、16世紀にイタリア語の「ガゼッタ (gazzetta)」を変換して成立したものであるが、この単語の元々の意味はヴェネツィア共和国の特定のコインの名称であった。「ガゼッタ」は、16世紀初めから中葉にかけて「新聞」の異称となったが、これはヴェネツィア最初の新聞が、1部1ガゼッタで販売されたためであった。出版物について同様の通称が成立する経緯については、イギリスにおけるペニー・ドレッドフルや、アメリカ合衆国におけるダイムノヴェルと比較されたい。この借用語は、様々な言語変化を経て、現代の数多くの言語に波及している。

## 官報
イングランドでは、1665年に『The Oxford Gazette』が創刊され、これが後に『ロンドン・ガゼット』となったが、これによって「ガゼット」は政府が公表する日報を意味するようになった。今日では、こうした出版物はしばしば「ガバメント・ガゼット」と称される。一部の政府は、ガゼットの紙上に情報を公告することを法的な手続きとして必要としていたし、今も必要としている例もあり、市場での公告によって公文書が施行され、パブリックドメインに入るとされる。ザ・ガゼット・オブ・インディアや、1858年創刊のタイ王国政府官報などは、そのように機能している例である。
イギリス政府は、連合王国を構成する国々（地域）に政府官報 (government gazettes) の刊行を求めている。スコットランドの政府公式官報『エディンバラ・ガゼット』 は、1699年から刊行されている。アイルランドの『ダブリン・ガゼット』は1705年から刊行されていたが、アイルランド自由国が連合王国から離脱した1922年に刊行が停止され、代わって『Iris Oifigiúil』（「官報」の意）が刊行されるようになった。北アイルランドの『ベルファスト・ガゼット』は1921年に創刊号が刊行された。

## 動詞としての「Gazette」
イングランドでは、「ガゼット紙上で公告する」といった意味で「to gazette」を他動詞として用いるが、ここで「ガゼット」は特に官報かニュースペーパー・オブ・レコードが念頭に置かれている。例えば、「ナクル湖は1960年に鳥類保護区としてガゼットされ、1968年には国立公園の地位に引き上げられた。 (Lake Nakuru was gazetted as a bird sanctuary in 1960 and upgraded to National Park status in 1968.)」などという。イギリス陸軍の勲章授与、昇進、役職異動などは「連合王国の公式記録新聞 (Official Newspaper of Record for the United Kingdom)」である『ロンドン・ガゼット』にガゼットされる。名詞「Gazettal』は、ガゼットで公告する行為を指し、例えば「the gazettal of the bird sanctuary（鳥類保護区の公告）」のように用いる。